# بابکن چوبانیان
بابکن ساموئلی چوبانیان (ارمنی: Բաբկեն Սամվելի Չոբանյան؛  زادهٔ ۹ اکتبر ۱۹۷۷) بازیگر، مجری تلویزیونی اهل ارمنستان است. وی از سال میلادی تاکنون مشغول فعالیت بوده است.

## زندگی‌نامه
وی در ۹ اکتبر ۱۹۷۷ در لنیناکان به دنیا آمد و از انستیتو دولتی سینما و تئاتر ایروان (۱۹۹۸) فارغ‌التحصیل گشت. همچنین برندهٔ جوایزی همچون هنرمند شایسته جمهوری ارمنستان شده است. 